# 스퍼스 전투
스퍼스 전투 (Battle of the Spurs) 또는 긴가트 전투 (Bataille de Guinegatte)는 1513년 8월 16일에 발생한 전투이다. 박차(拍車) 전투라는 별칭으로 불리기도 한다. 이탈리아 전쟁(캉브레 동맹전쟁 1508~16) 기간중에 신성동맹의 일원이였던 헨리 8세와 막시밀리안 1세가 이끄는 잉글랜드와 신성 로마 제국의 군대는 자크 드 라 팔리스가 이끄는 프랑스의 기병대를 기습하여 패주시켰다. 헨리와 막시밀리안은 아르투아 (오늘날의 파드칼레주)의 테루안을 포위했다. 헨리의 주둔지가 오늘날은 앙긴가트라고 불리는 긴가트에 있었다. 테루안이 함락된 후, 헨리 8세는 투르네를 포위하여 함락시켰다.

## 서막

### 내용
헨리 8세는 1511년 10월 13일에 교황령의 적들과 프랑스의 군대로부터 교황령을 보호하기 위해 스페인, 베네치아와 함께 신성동맹에 가담하였다. 헨리는 프랑스의 기옌을 공격하기로 약조하며, 1512년 6월 바스크의 온다리비아에 10,000명의 병력을 상륙시켰다. 이 군대는 에드워드 하워드 제독의 해군들의 경호를 받았고, 제2대 도싯 후작 토머스 그레이의 지휘를 받았다. 그들은 보급의 불안정으로 사기가 낮았음에도 1512년 10월까지 나바라 왕국에서 벌인 페르난도 2세를 지원하며 바욘에 남았다. 막시밀리안이 1512년 11월 신성동맹에 참여했다. 루이 12세는 잉글랜드에 맞서 스코틀랜드가 프랑스를 돕기를 바랬다.

### 테루안 공성전
1513년 5월 잉글랜드 병력이 스튜어드 경, 제4대 슈루즈베리 백작 조지 탤벗이 지휘하는 군대에 합류하기 위해 칼레에 도착하기 시작했다. 슈루즈베리 백작은 5월 12일 중장에 임명되었으며, 존 홉튼 (John Hopton)이 병력 수송선을 지휘했다. 5월 17일 헨리는 싱크 포츠와 이번 침공에 직접 참여했던 도버 성의 사령관 에드워드 포이닝즈에게 모든 선박들을 징발하는 관리들을 임명하려고 알렸다. 바다 건너 헨리의 부재 동안에 아라곤의 캐서린이 교구 목사이자 총독 (Rectrix et Gubernatrix)으로서 잉글랜드와 웨일스를 통치했다.
《칼레 연대기》에는 1513년 6월 6일부터 헨리의 귀족 수행단들의 도착과 이름들이 기록되어 있다. 6월 말에 잉글랜드의 병력들이 투아렌을 향해 출발하였다. 슈루즈베리 백작은 8,000명의 선봉대를 이끌었고, 허버트 영주 찰스 서머싯이 6,000명의 후위 병력들을 지휘했다. 헨리 8세는 주요 수행단과 11,000명의 병력을 이끌고 직접 1513년 6월 30일 칼레에 도착하였다. 알모너 역할을 수생한 추기경 토머스 울지에게서 잉글랜드군은 보급을 받았고, 기병, 포병, 보병, 갑옷에보다 효과적으로 침투하도록 고안된 강철 화살을 사용하는 장궁병들을 포함한 여러 종류의 전투병들로 이뤄졌다. 800명의 독일 용병대들도 헨리의 병력 앞에서 진격하였다.
슈루즈베리 백작은 테루안의 성벽을 향해 포병대들과 땅굴을 준비시켰지만, 7월에 독일과 프랑스군 수비대의 방어에 조금의 성과밖에 거두지 못 했다. 테루안은 항복할때까지 계속 포격을 계속했던 퐁레미의 영주 앙투안 드 크레퀴가 지키고 있었고, 독특하면서 규칙적이던 대포 사격을 잉글랜드인들은 "휘파람"이라 불렀다. 이 공성전에 대한 차질과 비효율성의 보고가 베네치아에 도달했다. 테루안으로 향하는 길에 "복음사가 요한", "붉은 포"라고 불리는 잉글랜드의 대포가 버려져 있었는데, 프랑스의 척후전이 이 대포들의 수명을 고갈시켜냈다. 연대기 작가 에드워드 홀 (Edward Hall)은 이 작전에서 제2대 에식스 백작 헨리 부처의 역할과 라이스 애프 토머스가 준 조언을 언급한다. 사보이아의 마르가레테의 제국 관리는 "대향사"(鄕士)라고 불린 리슬 자작 찰스 브랜던과 알모너 울지라는 두 "고집 센 인물"이 관리한 모든 것들에 대해 쓰기도 했다.

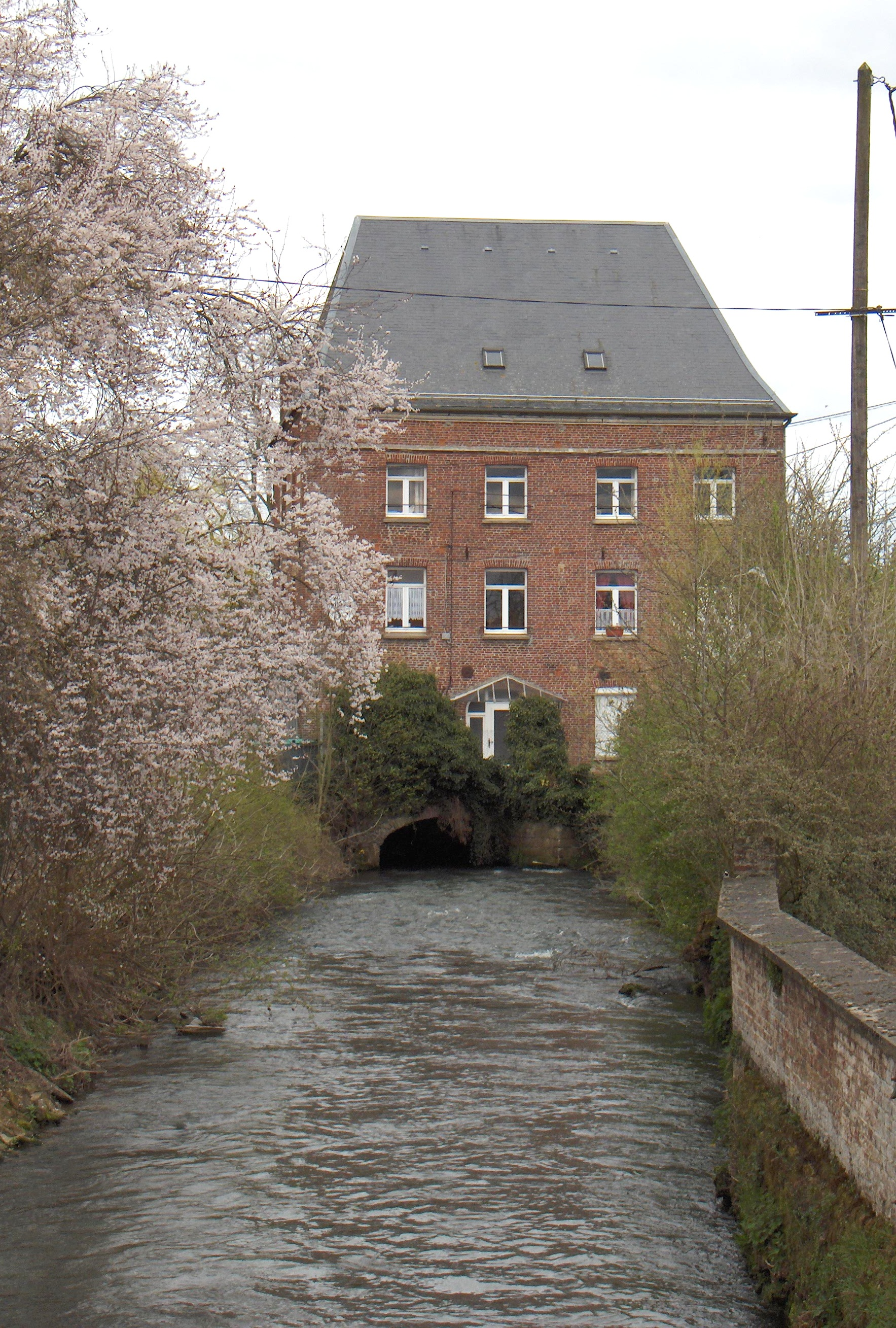
프랑스군은 리스강을 따라 테루안으로 진격했다

헨리는 잉글랜드 연대기작가들에 따르면 "팔코네트, 뵈글레르, 하쿼버스, tryde harowes, 가시 가대 (bolt firing tarasnice)"등의 화기들이 둘러쌓여 있다"고 묘사하고, 사자, 용, 그레이하우드, 영양, 던 카우"등의 왕의 동물들이 새겨진 푸른색, 노란색, 하얀색 진물로 이뤄진 커다란 텐트가 있는 철제 침니에 목제 캐빈으로 이뤄진 헨리의 야전 숙소가 있는 아주 방어적인 위치에 있는 테루안의 동쪽에 야영지를 설치했다.
막시밀리안 황제는 8월 에르쉬르라리스에 도착했다. 헨리는 가벼운 갑옷을 입었고 그의 수행단들은 황금색으로 된 의류를 걸치고 8월 11일 에르에 도착했고, 반면 막시밀리안의 수행단들은 그의 부인 비앙카 마리아 스포르차의 애도를 표하며 검은색 의복을 입고 있었다. 헨리는 막시 밀리안을 1513년 8월 13일 자신의 야영지에 있는 황금 천이 놓여진 텐트에서 만남을 가졌다. 연대기에 따르면, 그 만남이 이뤄지던 날의 날씨 "극도로 안 좋았다"라고 하였다. 헨리와 막시밀리안의 회동 소식은 이것은 헨리에게 영광이며 막시밀리안의 평판을 올릴 것이라고 울리이게 편지를 썼던 아라곤의 캐서린에게도 개인적으로도 기쁨이였다.
루이 12세는 포위를 풀기로 결정했다. 7월에 퐁테라예 (Fonterailles)가 이끄는 800명의 알바니아군이 포위선을 밀어냈고 테루안의 성문 앞에 화약가루와 베이컨을 포함한 보급품을 배달하는데 성공해냈고, 지원 병력으로서 80명을 두고 왔다. 퐁테라예는 테루안이 포병의 포격으로부터 뒤덮히는것으로부터 도왔다. 베네치아에 도착한 보고서에 따르면 300명 또는 그 이상의 잉글랜드 사상자가 발생했다고 언급됐으며, 퐁테라예의 진술에서는 성모 탄생 축일인 9월 8일까지 잉글랜드군들이 떠날 것이라 하였다. 베네치아인들은 자신의 프랑스 소식통이 자신들의 지원을 얻기 위해 상황을 조작하여 전달했을 수도 있다는걸 알고 있었다.

## 교전

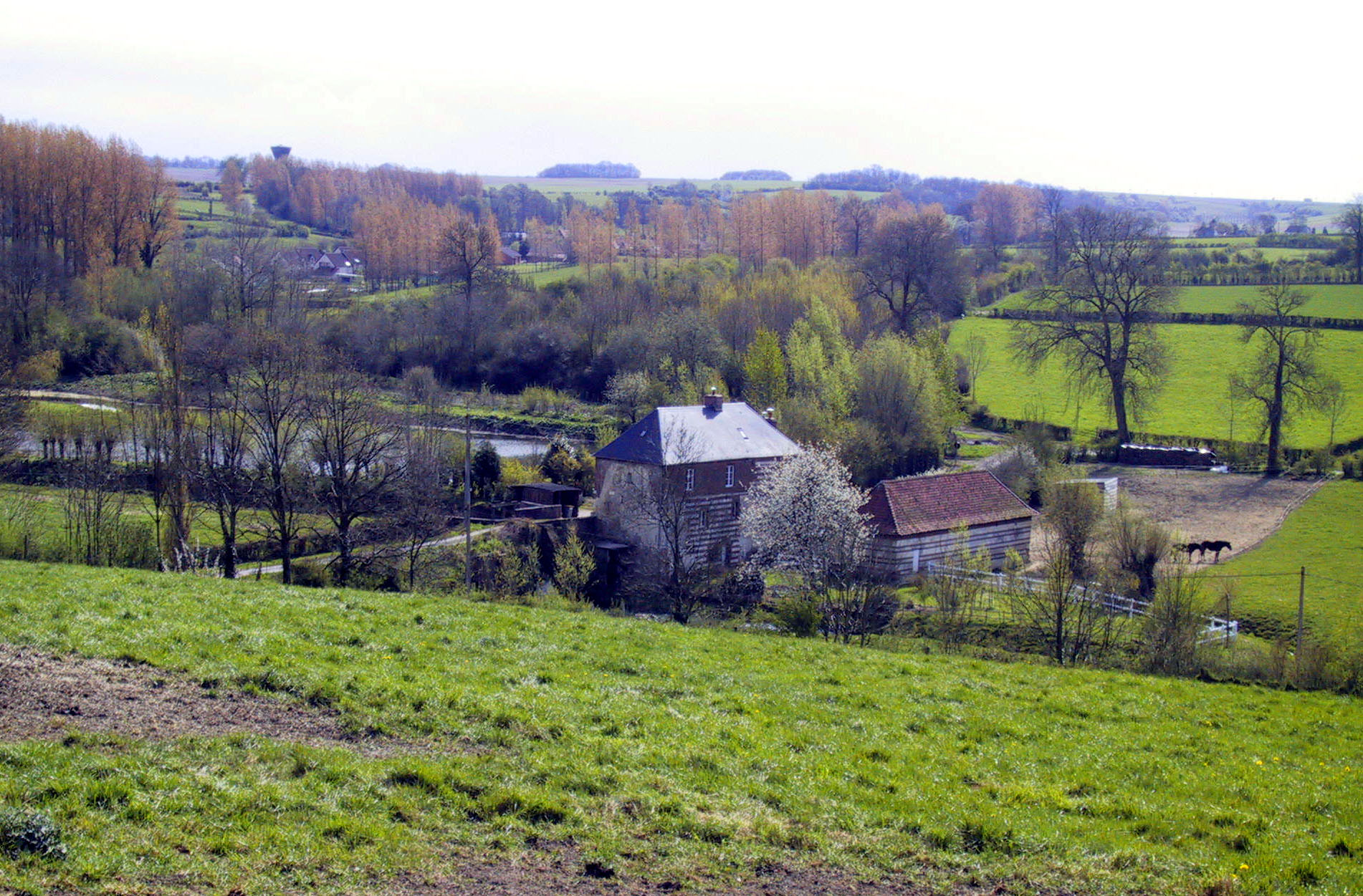
전투 지역으로 묘사되는 보미의 언덕에서 바라본 모습

프랑스군의 포위를 풀려는 제2차 시도는 1513년 8월 16일에 조직됐고, 블랑지에서 기병들이 모여 남쪽으로 향했다. 이 병력들은 "장다름과 파이크 부대와 더불어 일부 혼합 병력들로 이뤄졌었다. 에드워드 홀은 짧은 등자, 비버털 모자, 짧은 창, 투르크 검으로 무장한 "스트라디오트"라 불리는 프랑스 경기병이라고 묘사하였다. 이들은 알바니아인 부대일 수 도 있다.
새로운 위협에 맞서, 잉글랜드의 공병들은 다른 방향으로 자유롭게 통과하기 위해 리스강을 가로지르는 다리를 건설하였고, 헨리는 긴가트 망루에서 머물렀던 창으로 무장한 프랑스 기병대들을 몰아낸 후인 8월 14일 긴가트 (오늘날 앙긴가트)로 야영지를 옮겼다.
프랑스 보병대는 블랑지에서 움직였고, 프랑스 기병대는 라 팔리스와 롱그빌 공작 루이가 이끄는 부대, 다른 쪽은 알랑송 공작 샤를 5세가 이끄는 두 부대로 나뉘었다. 알랑송 공작의 소규모 병력은 슈루즈베리 경이 이끄는 공성 측을 공격했고, 나머지 대규모 병력은 허버트 경이 지휘하는 공성 측의 남쪽을 공격했다. 양면 공격은 테루안으로 스트라디오트들이 보급을 전할 수 있게 하게끔 의도한 것이였다. 스트라디오트들은 그들의 안장의 앞테와 그쪽 뒤에 화약 주머니에 베이컨들을 채웠다.

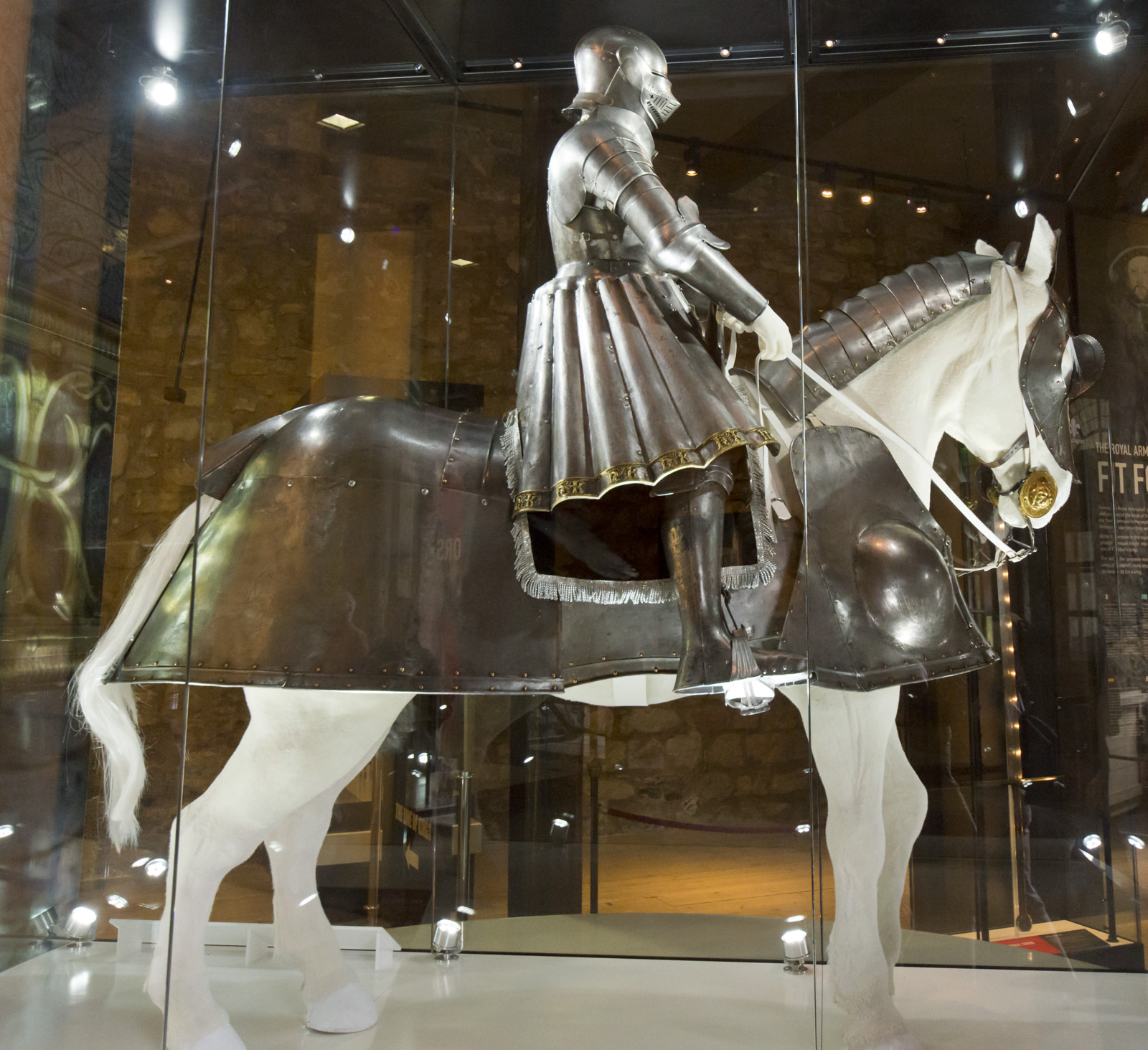
동시대 기병 갑주와 헨리 8세의 초기 갑옷. 왕립 무기고 박물관 소장

프랑스군은 새벽이 오기 전에 준비가 안된 공성 측 군대를 잡기를 바랬지만, 잉글랜드의 "척후병" (border prickers, 스코틀랜드 국경 출신의 경기병들)들은 프랑스 기병대의 두 대군의 움직임을 포착하였다. 헨리 8세는 공성 측 병력에서 선봉 기병대 1,100명과 이를 따르는 보병 10,000–12,000명으로 야전 부대를 구성했다. 라 팔리스의 군대가 테루안에서 5 km 떨어진 보미에서 잉글랜드의 척후병들을 맞딱드렸고, 프랑스측은 보미의 언덕에서 그들의 움직임을 잉글랜드 측이 확인하고, 알렸다는 것을 알아차렸다. 스트라디오트들은 그때 테루안을 향해 넓은 원 형태로 달리며, 수비대와 접촉하기 위해 오히려 의미없는 시도를 시작했다.

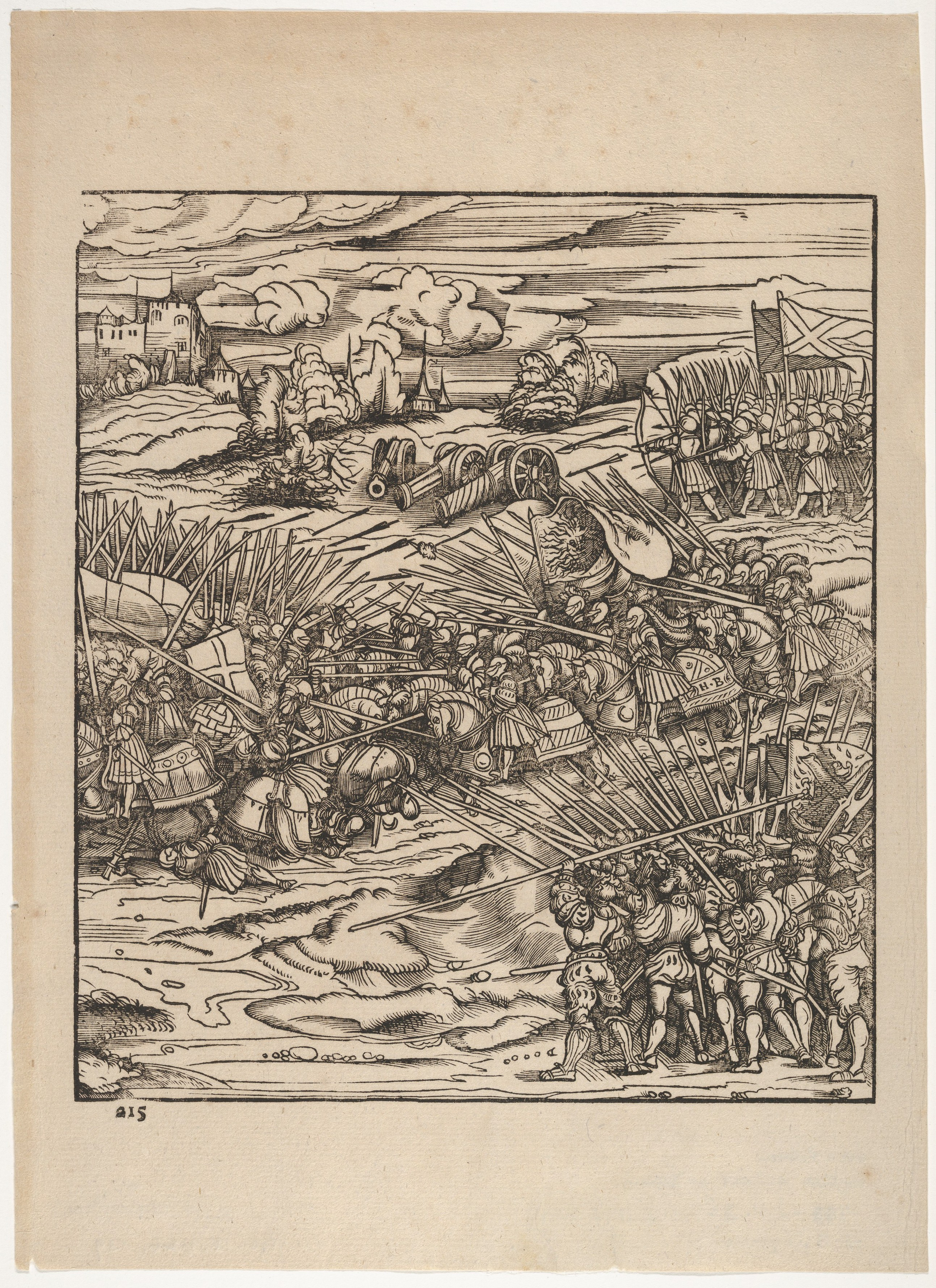
전투를 묘사한 동시대의 그림. 가운데 우측에 위치한 잉글랜드 군들이 혼란에 휩싸여있던 가운데 좌측에 위치한 프랑스군에게 돌격을 하고 있다. 상단 우측에는 잉글랜드의 장궁병들의 움직임이 있다. 이 그림은 신성 로마 제국의 군기 아래에 있는 잉글랜드 병려고가 전경에서 대다수의 제국군 란츠크네흐트등 신성 로마 제국에 대한 편견들을 보여주고 있다

라 팔리스는 이 노출된 위치에 너무나도 오래 머무는 실수를 범했고, 짐작건데 그는 스트라디오트들의 작전 성공을 위해서 그랬을 것이다. 잉글랜드 중기병 선봉대들이 라 팔리스의 최전방에 맞서는 한편, 궁기병들은 생울타리의 옆쪽으로 하마하여 프랑스군에게 화살을 퍼부었다. 압도적인 숫자의 잉글랜드 보병들의 접근을 알게 된 라 팔리스는 천천히 퇴각 명령을 내렸다. 이것에 대해 클래런수 헤럴드는 에식스 백작에게 돌격을 감행하라고 충고했다고 한다. 잉글랜드의 중기병들은 돌격을 감행하여, 프랑스군들을 무질서한 상태로 만들며 무너트렸다. 포격으로 테루안에 접근을 하지 못하던 스트라디오트들에게 혼란을 주기 위해 프랑스 기병대가 측면으로 공격을 해왔고, 신성 로마 제국군의 기병들도 다른 측면에서 도착하여 위협을 주었다. 혼란에 휩싸인 프랑스 기병대들은 괴멸당하여 후퇴했다. 라 팔리스는 그들을 다시 집결시키려 했지만 효과가 없었다. 더 빠르게 후퇴하기 위해 프랑스의 장다름들은 그들의 랜스와 군기를 집어던졌고, 심지어 일부는 말들의 갑주도 뜯어내었다. 추적은 프랑스군이 블랑지에 있는 보병들에 도착할때까지 이어졌다. 그동한 프랑스 소규모 부대도 밀려났고, 라이스 애프 경도 그들의 군기 4개를 차지했다. 교전 초기 기병들의 격돌은 보미와 헨리의 야영지가 있는 긴가트 사이에서 벌어졌다.
이 날의 전투는 전장을 떠나기 위해 프랑스의 말들이 서두렀다고 하여 곧 "스퍼스 전투" (영어: Battle of the Spurs, 프랑스어: La Journée d'Esperons)라고 알려지게 됐다 (영어 단어 스퍼스 [Spurs]는 박차를 의미한다). 1518년 여름 스페인 주제 잉글랜드 대사 부처 경은 프랑스군이 "박차를 가하는 여행'에서 말을 빨리 달리게 하는 법을 배웠다고 농담을 하기도 했다.

같은 날 저녁 황제의 우정 장관 밥티스트 드 타시는 아르투아의 에르쉬르라리스에서 사보이아의 마르가레테에게 전투의 소식을 보냈다:
"그 날 이른 시간에 잉글랜드의 왕과 신성 로마 제국 황제께서 8,000명의 프랑스 기병들과 맞서셨고; 황제께서는 2,000명의 병력만을 가지고 그들을 오후에 4시간 가량을 막아내며 그들을 몰아내셨습니다. 100여명이 전장에서 달아났고, 피엔 영주, 로틀랭 후작외 다른 프랑스의 고위 신분자들을 포함한 100여명 이상이 포로로 잡혔습니다."
헨리는 다음 날 사보이아의 마르가레테에게 직접 문서를 써서 보냈다. 그는 프랑스 기병대가 테루안을 봉쇄하던 슈루즈베리 백작의 진형을 처음 공격하여, 44명을 사로 잡고 22명을 부상을 입혔다고 언급했다. 제국의 기병대들의 움직임은 프랑스 기병들이 대포의 사정권 안으로 끌어들이며, 그들을 퇴각시켜냈다고 하였다.
연대기 작가 에드워드은 조금의 다른 설명을 해주었다. 홀은 "스퍼스 전투"에서 프랑스군은 언덕 주변에 위치했고, 보미 (Bomye)라는 마을에 잉글랜드 궁병들이 있었다고 했다. 그는 클래런수 헤럴드 토머스 베놀트가 만든 잉글랜드의 군기를 보고 프랑스 기병들이 무너졌다고 했다. 홀은 막시밀리안이 헨리에게 "외부의 척후병들"을 대비하여 다른 언덕에도 일부 포대를 설치하는걸 조언했다고 하며, 이 방법이 효과가 있었는지에 대한 언급은 없다. 헨리는 전투에 직접 달려들고 싶었음에도, 황제의 조언에 따라 그의 야영지에서 머물렀다.
3마일 간의 추적 끝에 프랑스의 포로중에는 자크 드 라 팔리스, 피에르 테라유 바야르, 롱그빌 공작 루이 도를레앙등이 포함됐다. 막시밀리안이 그의 병력을 잉글랜드의 군기 아래에서 활동하기로 결정을 했다는 보고서의 언급에도 불구하고, 홀의 문서에서는 전투가 벌어진 날과 그 이후 동안에 신성 로마 제국군이 붙잡은 포로들을 "보기가 안좋다"하여 석방한 것에 대해 잉글랜드와 제국군 사이의 마찰이 있었다고 하였다. 헨리는 앙긴가트에 있는 그의 주둔지로 돌아와 그 날 활동에 대한 보고를 들었다. 테루안 수비 병력과 교전하던 중에 그들은 밖으로 나와 허버트 경의 진영을 공격했다. 보고에 따르면 잉글랜드 병사 3명이 전사하고 프랑스 측 3,000명의 사상자가 발생했다고 한다. 9개의 프랑스 군기가 노획됐고, 금사 직물을 두른 21명의 귀족 포로가 붙잡혔다.
8월 20일에 프랑스군의 반격 위협을 느낀 헨리는 긴가트에서 테루안 남쪽으로 주둔지를 옮겼다. 8월 22일에 테루안은 함락됐고, 외교 보고서에 따르면 테루안의 수비대들은 뺏긴 군기를 보고 처음에는 별로 놀랍게 생각하지 않았고, 프랑스와 독일 수비대들은 그들의 보급 부족으로 슈루즈베리 백작과 협상에 나섰다. 슈루즈베리 백작은 테루안에 도착한 헨리를 환영했고 테루안 성문의 열쇠를 주었다. 8백에서 9백명의 병사들이 성벽을 허물기 위해 동원됐고 3개의 큰 보루는 깊은 수비용 도랑으로 밀려났다. 말라버진 도랑에는 공격자들의 숨을 조르기 위해 피운 불의 연기를 만든 깊은 구멍들이였다. 막시밀리안에게 온 밀라노 대사 파올로 다 라우데 (Paolo Da Laude)는 성벽을 무너트리는걸 완료하고 이 도시를 태우기로 계획했다는걸 들었다. 9월 5일에 교황 레오 10세는 피렌체 대사에게서 잉글랜드의 승리 소식을 들었고 그의 축사를 추기경 울지에게 보내었다.

## 여파

### 투르네 공성전
테루안의 철거를 계속하는 한편, 9월 4일 논의를 마친 후, 동맹군은 헨리가 불로뉴를 공격하길 선호했음에도 투르네로 관심을 돌리고 하였다. 막시밀리안과 헨리는 생폴, 생베낭, 느브, 베튄에 갔고, 9월 10일 사보이아의 마르가레테가 지닌 궁전에서 대단한 환영식과 함께 릴에 입성했다. 밀라노 대사에 따르면 그날 밤 헨리는 루트, 하프, 리라, 플루트, 뿔피리를 연주하고, 새벽 가까이까지 "사슴처럼" "Madame the Bastard"라는 춤을 추었다고 한다. 같은 날 연합군은 투르네를 포위하기 시작했고, 막시밀리안과 헨리는 9월 13일에 방문하였다.

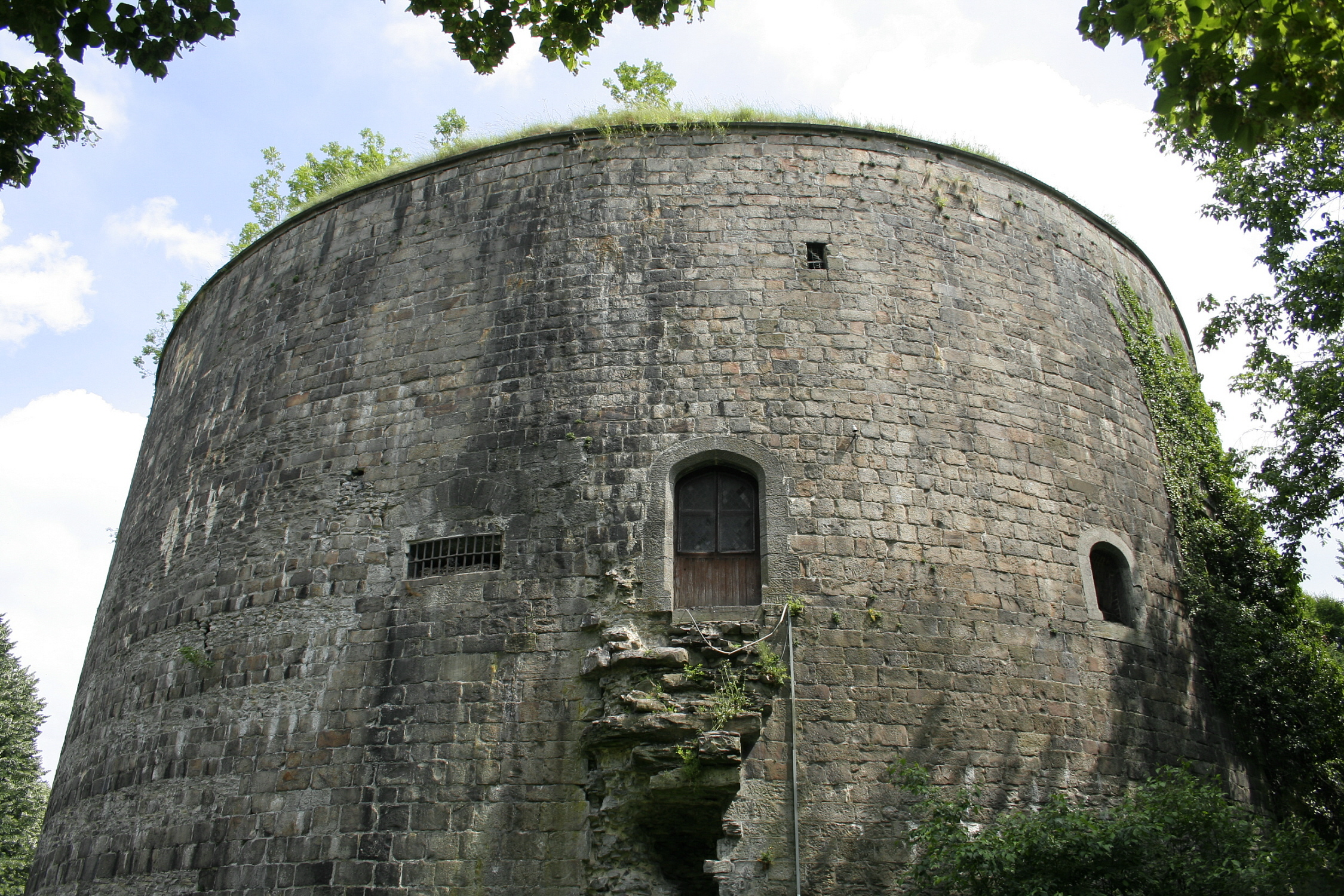
1515년 경 울지의 명령으로 지어진 "헨리 8세 탑" (Tour de Henri VIII) 또는 "그로스 탑" (Grosse Tour)라 불리는 투르네의 보루.

이 당시 앙리 8세는 프랑스의 지원으로 잉글랜드를 공격하려던 스코틀랜드의 준비로 인해 문제를 겪고 있었고, 8월 11일 투아렌에 있던 스코틀랜드의 전령관과 사나운 단어를 주고 받았다. 스코틀랜드군은 1513년 9월 9일 플로든에서 패배를 당하였다. 투르네가 함락되기 이전에 아라곤의 캐서린은 스코틀랜드의 국왕 제임스 4세의 피로 뒤덮인 외투와 건틀렛을 존 글린 (John Glyn)과 함께 헨리에게 보내었다. 캐서린은 이 외투를 그의 야전 군기로 쓰라고 제안했고, "잉글랜드인의 마음이 고통을 겪지 않을 것이다"라고 하며 그의 시신도 그에게 보내야 한다고 문서를 쓰기도 했다. 제임스의 시신은 프랑스인 포로 롱그빌 공작을 위해 헨리와 교환 할 것을 제안받았다. 롱그빌은 노스웨스턴의 존 클라크에게 테루안에서 붙잡혀, 캐서린에게 보내져, 런던탑에 감금중이였다. 이 교환에 대한 아이디어는 이탈리아의 페라라 공작 알폰소 1세 데스테에게 보고됐으며, 캐서린은 헨리에게 "감금된 공작을 그녀에게 보내면, 그를 왕에게 보낼것"이라 약조하였다.
투르네는 9월 23일 헨리 8세에게 함락됐다. 투르네의 수비대들은 9월 11일 성문 앞에 있는 주택들을 모두 무너트리고, 9월 13일에는 교외 지역들을 불태웠다. 9월 15일 투르네의 부녀자들과 아이들은 공성 측의 대포로 인해 피해를 입은 성벽을 수리하라는 지시를 받았다. 같은 날 투르네의 의회는 프랑스 또는 신성 로마 제국을 지지할지에 대한 투표를 제안하였다. 이 투표는 연기되었고 (mis en surseance) 투르네의 시민들은 헨리 8세와 협상을 할 인원들을 선정하였다. 찰스 브랜던은 투르네의 정문 관리소 중 한 곳을 점령해냈고 그곳의 조각상 두개를 전리품으로서 가져왔으며, 1513년 9월 20일 수비대는 헨리, 윈체스터 주교 리처드 폭스와 협상을 하였다. 투르네에서 발생한 사건들을 잉글랜드의 연대기에서는 잘못 이해하고 있는데, 래피얼 홀린셰드, 리처드 그래프턴은 투르네의 참사회장이 투르네 시민들의 의견을 모으고 있는 동안에, 불만을 품은 "허풍쟁이" (vaunt-parler)가 그들의 서두른 항복으로 교외에 불을 질렀다고 썼다.
헨리는 10월 2일 투르네 대성당에서 열린 미사에 참여했고 그의 많은 지휘관들에게 기사 지위를 내려주었다. 투르네는 크리스틴 드 피장이 쓴 『 귀부인들의 도시에 관한 책 The Book of the City of Ladies 』에서 태피스트리로 짜여진 옷을 입은 오스트리아의 마르그레테와 함께 등장한다. 투르네는 [[제4대 마운트조이 남작 윌리엄 블라운트가 관리자로 있는 잉글랜드의 소유가 되었다. 요새 시설과 새로운 성채는 40,000 파운드의 비용을 들여, 1515년 8월부터 1518년 1월 사이에 재건되었다. 이 작업은 투르네를 프랑스에 돌려주기로 계획하면서 끝이 났다. 투르네는 1518년 10월 4일에 체결된 조약으로 반환되었다. 베릭 감독관 토머스 폰 (Thomas Pawne)은 투르네에서 사용되지 않은 건축 자제를 구하는 시장을 찾지 못하자, 두 개의 물레방아 기계와 함께 안트페르펜을 경유하여 칼레로 잉글랜드의 휘장이 덮혀있는 돌들을 보내왔다. 투르네 건설 작업은 전문적인 공병들의 투입 부족으로 퇴보적인 성격을 띄었고, "근본적인 중세적" 개념은 이탈리아의 혁신과 조화되지 못했다.

### 프로파간다

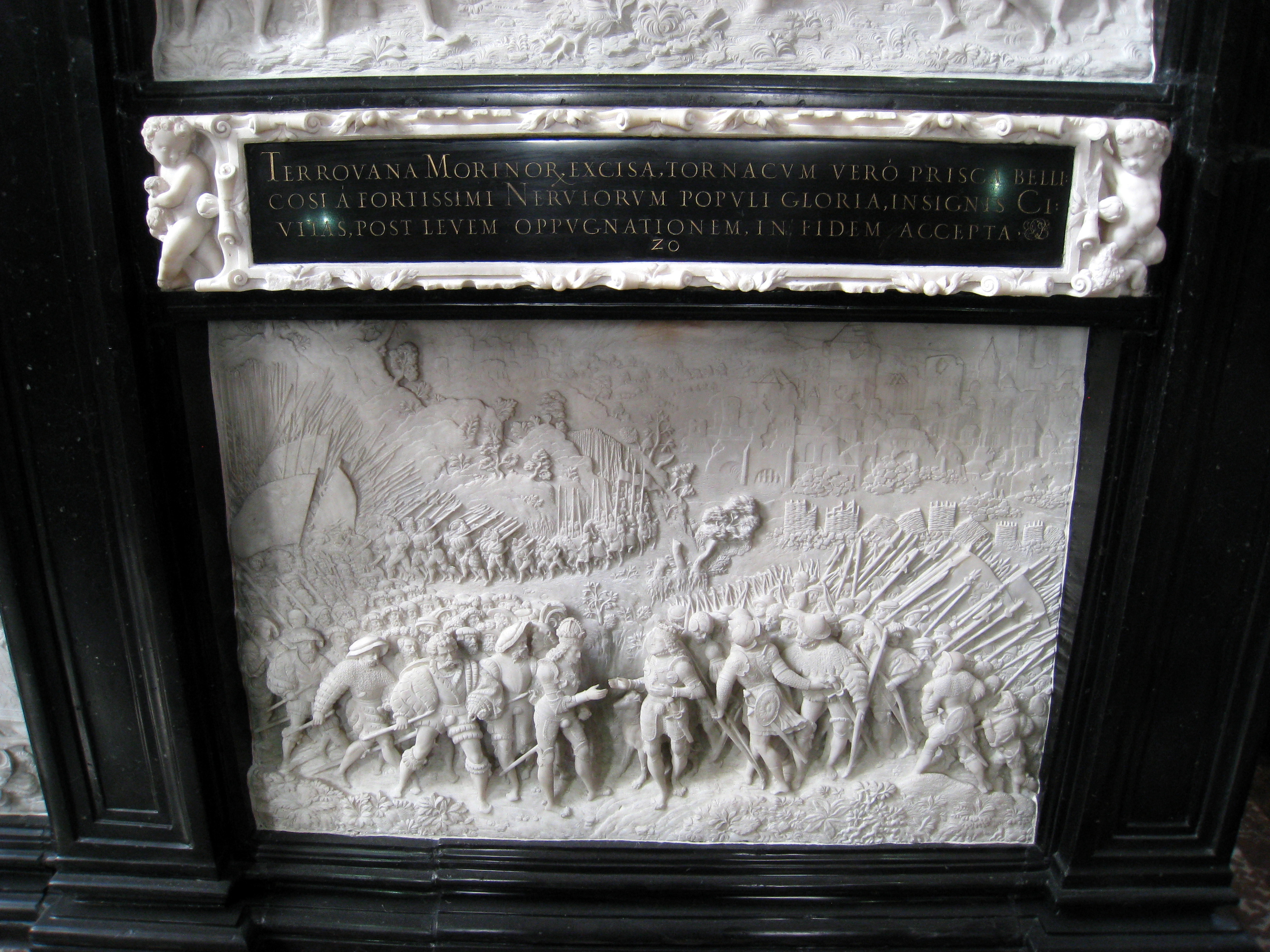
테루안에서 막시밀리안과 헨리의 회의를 보여주는 알브레히트 뒤러 작품 이후인 1553년 알렉상드르 콜링이 궁정 교회에 만든 대리석 부조

헨리와 막시밀리안은 그들의 승리를 공동으로 발표하였고, 다음과 같다:Copia von der erlichen und kostlichen enpfahung ouch früntliche erbietung desz Küngs von Engelland Keyser Maximilian in Bickardy (피카르디) gethon, Unnd von dem angryff und nyderlegung do selbs vor Terbona (테루안) geschähen. Ouch was un wy vyl volck do gewäsen, erschlagen, und gefangen. Ouch die Belägerung der stat Bornay (sic: 투르네) und ander seltzam geschichten, (1513년), 이를 해석하자면; 잉글랜드의 왕은 피카르디에 있던 신성 로마 황제 막시밀리안에게 고결하고 호화로운 환영과 다정한 친절함, 테루안 이전에 벌어진 공격과 승리를 보여주었다. 또한 얼마나 많은 이들을 그곳에서 전사시키고 사로잡았는지를. 또한 투르네 공성전과 다른 신기한 역사서들을 말이다. 이 문서에는 그들의 만남과 그곳 전투에서 막시밀리안에 대한 목판화를 포함하고 있다. 긴가트 전투는 이 명판에는 이렇게 묘사되어 있다;
"12시 경에 프랑스의 세 부대가 또다른 언덕에서 나타났고 (이곳에는 작은 언덕들과 계곡들이 있었다); 곧 신성 로마 황제는 그에게 다가오고 있다는걸 알고 있었고 1,050명 가량의 독일 기병대와 1,000명 (또는 2,000명)의 부르고뉴 병력들을 보냈고, 병력들을 집결시키도록 하였고 그가 고용한 독일 용병들을 유지하도록 하였다. 프랑스군은 하나의 부대로서 10,000명 (또는 7,000명) 가량의 기병 부대를 집결시켰고 제국군의 기병대에게 포를 쏘았지만, 그들이 너무 높은 곳에 있었기에 피해를 주지 못했다. 추가적으로 부르고뉴와 일부 잉글랜드 병력들이 [그들을] 공격했고, 프랑스군이 돌아가자 황제는 부르고뉴 병력들이 강한 아박에 놓인 것은 보고, 그는 즉시 독일 기병대들에게 측면을 공격하라 명했다; 이 공격이 먹히기전에 프랑스군은 방향을 돌려 퇴각하였다. 우리의 기수들은 수 마일안에 있던 그들의 진지까지 추격했고 포로들과 군기를 가지고 돌아왔다. 황제는 더 이상 피해를 끼칠 것이 없다는 것을 알아차렸을때, 그들은 그들의 진지에서 20,000 걸음 가까이 거리에 있었다. 그는 야전에서 밤을 새며 질서 정연하게 모든 병력들을 퇴각시켜 진지로 행군시켰다. 이 소규모 접전에서 잉글랜드군은 부르고뉴인들보다 함성을 덜 질렀다."
테루안 함락을 다룬 이탈리아의 시집 La Rotta de Francciosi a Terroana이 1513년 9월 로마에서 출판됐다. 막시밀리안은 또한 개선문에서 말을 탄 통치자들이 손을 마주잡고 있는 장면을 포함한 알브레히트 뒤러의 작품과, 레온하르트 벡에게서 그와 헨리의 만남을 가진 목판화 제작을 의뢰했다. 헨리는 막시밀리안의 만남과 그는 조언에 따라 머물렀지만, 그가 전장 한 가운데에 있는 기념화 제작을 의뢰했다. 헨리의 재산에는 "토니와 투르윈 포위전이 그려져 있는 테이블"이라는 그림이 있었다. 인스브루크의 궁중 교회에 있는 막시밀리안의 무덤은 뒤러의 목판화 이후 알렉상드르 콜링이 헨리와 그의 만남을 조각한 대리석 부조를 포함한 플로리란 아벨이 1553년에 지었다.

## 참고 문헌
- Bentley-Cranch, Dana (2004), 《The Renaissance Portrait in France and England》, Honore Champion, 62–63쪽
- Brewer, J.S., 편집. (1920), 《Letters & Papers Henry VIII》 1, Institute of Historical Research
- Brown, Rawdon, 편집. (1867), 《Calendar of State Papers Relating to English Affairs in the Archives of Venice (1509–1519)》 2, Institute of Historical Research
- Cruikshank, Charles Greig (1971), 《The English Occupation of Tournai》, Clarendon Press
- Ellis, Henry, 편집. (1825), 《Original Letters Illustrative of English History》, First Series 1 Seco판, London: Harding, Triphook, & Lepard
- Ellis, Henry, 편집. (1846), 《Original Letters Illustrative of English History》, 3rd Series 1, 152–4쪽
- Grafton, Richard (1809), 《Chronicle at Large》 2, 262쪽
- Hinds, Allen B., 편집. (1912), 《Calendar State Papers, Milan》 1, Institute of Historical Research
- Hall, Edward (1809), 《Chronicle: Union of the Two Noble and Illustrate Families of Lancastre and Yorke》, London: J. Johnson, F.C. Rivington, etc., 550쪽
- Lingard, John (1860), 《History of England》 6, New York: O'Shea
- Lloyd, Christopher; Turley, Simon (1990), 《Henry VIII, Images of a Tudor King》, Phaidon / HRP, 48쪽
- Mackie, J.D. (1952), 《Earlier Tudors, 1485–1558》, Oxford
- Nichols, John Gough, 편집. (1846), 《Richard Turpyn's Chronicle of Calais》, Camden Society, 10–15, 67–68쪽
- Metcalfe, Walter Charles (1885), 《A Book of Knights Banneret, Knights of the Bath, and Knights Bachelor made between the fourth year of King Henry VI and the restoration of King Charles II ...》, London: Mitchell and Hughes
- Oman, Sir Charles W. C. (1998), 《History of the Art of War in the 16th Century》 reprint판, Greenhill Books, ISBN 0-947898-69-7
- Potter, David (2003), 《War and Government in the French Provinces》, Cambridge University Press, ISBN 9780521893008
- Rymer, Thomas, 편집. (1712), 《Foedera, Conventiones, Literae, Et Cujuscunque Generis Acta Publica, Inter Reges Angliae》 13 (Latin & English)
- Shaw, William Arthur (1906), 《The Knights of England: A complete record from the earliest time to the present day of the knights of all the orders of chivalry in England, Scotland, and Ireland, and of knights bachelors, incorporating a complete list of knights bachelors dubbed in Ireland》 2, London: Sherratt and Hughes
- Starkey, David, 편집. (1998), 《Inventory of Henry VIII》, 385쪽